# Wallops Island

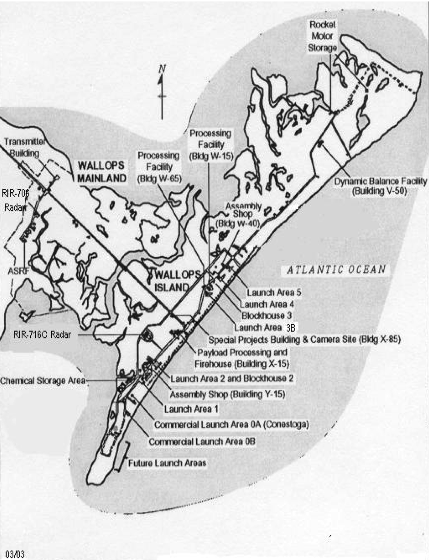
Wallops Island Research Range lanceerinstallaties met aanduiding van de lanceerplatformen en de ondersteunende diensten.

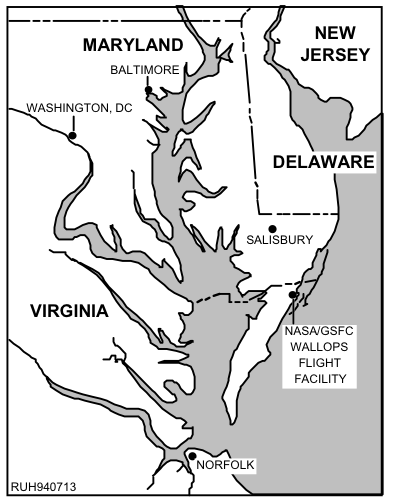
Locatie van Wallops Island en de NASA-installaties

Wallops Island is een eiland voor de kust van Virginia met een oppervlakte van 15,5 km². Het is een onderdeel van de rij eilanden die zich voor de oostkust van de Verenigde Staten bevinden. Het eiland maakt deel uit van Accomack County en bevindt zich ten zuiden van en in de onmiddellijke omgeving van Chincoteague Island, een populaire toeristische locatie.
Wallops Island zelf, vroeger gekend als Kegotank Island, werd door de Britse Kroon geschonken aan een zekere John Wallop op 29 april 1692. Het eigendom geraakte door de jaren heen verdeeld tot de Commonwealth of Virginia het in beslag nam wegens onbetaalde belastingen in 1876. Kort daarna raakte het eigendomsrecht opnieuw verdeeld tot een stichting het bezit verwierf in 1889, de Wallops Island Club. De club transformeerde tegen 1933 in de Wallops Island Association, Inc. Leden en hun families konden zomervakanties op het eiland boeken om er te vissen en te zwemmen. De Association liet er ook schapen, vee en pony's grazen tot in het midden van de jaren veertig. Vanaf 1947 begon de U.S. Navy de noordelijke twee derden van het eiland te gebruiken op huurbasis voor testen van luchtvaartmunitie. Het National Advisory Committee for Aeronautics, de voorloper van NASA, huurde het zuidelijk eilanddeel met een oppervlakte van 4 km² voor lanceerinstallaties voor raketten. Dit werd de Wallops Flight Facility (WFF) van de NACA/NASA. Hier werden onder meer de launch escape tests van NASA’s Mercuryprogramma uitgevoerd. Ook Vector Space Systems zou er raketten gaan lanceren, dit is door hun faillissement nooit doorgegaan.
Het eiland wordt tot heden gebruikt door NASA’s Goddard Space Flight Center voor raketlanceringen van wetenschappelijke en verkenningsmissies van NASA en andere overheidsagentschappen van de Verenigde Staten zoals onder meer NOAA. Dit betreft veelal lanceringen van zogenaamde sondeerraketten. De voornaamste activiteiten zijn wel van het eiland verplaatst naar het voormalige Naval Air Station Chincoteague, zeven mijl noordelijker op het schiereiland Delmarva zelf maar het eiland blijft bewaard als lanceerlocatie.
Een deel van de Wallops Flight Facility wordt sinds 2003 uitgebaat voor commerciële lanceringen als de Mid-Atlantic Regional Spaceport; het betreft de lanceerplatformen 0A en 0B op het kaartje. Hiervandaan lanceert Northrop Grumman (eerder Orbital Sciences en Orbital ATK) sinds 21 april 2013 de Antares-draagraket die het Cygnus ruimtevrachtschip in een baan om de aarde brengt. Ook lanceert Northrop Grumman er diverse Minotaur-raketconfiguraties.
Eind 2018 begon Rocket Lab met de bouw van hun “Lanceercomplex 2” op de Mid-Atlantic Regional Spaceport, vanwaar ze een klein jaar later Electron-raketten hopen te lanceren. Deze lanceerinstallatie wordt ten zuiden van LC-0A binnen de hekken van het terrein complex 0A gebouwd. Het bijbehorende controlecentrum komt ten oosten van LC-0A
Tussen Wallops Island en het schiereiland Delmarva ligt een kweldergebied dat Wallops Mainland heet. En op Delmarva niet ver van het eiland ligt de luchthaven Wallops Flight Facility Airport. Op de noordelijke punt van Wallops Island is overigens ook een kleine landingsbaan te vinden.